# چک سینه‌زرد
چک سینه‌زرد (نام علمی: Icteria virens) یکی از پرندگان آوازخوان بزرگ آمریکای شمالی، تنها عضو خانوادۀ "چک سینه‌زرد" (به لاتین: Icteriidae) است. یکبار عضو خانوادۀ چرخ‌ریسک‌نمایان بود اما در سال 2017 انجمن پرنده‌شناسی آمریکا، آن را به خانواده‌ای جداگانه جابجا کرد اما جایگیری این خانواده هنوز حل نشده است. ن
- یاز به آوری است که تیرۀ چک سینه‌زرد (به لاتین: Icteriidae) نباید به دلیل شباهت نام لاتین با تیرۀ سیاه‌پره‌ایان (به لاتین: Icteridae) اشتباه شود.